# Joseph Priestley
Joseph Priestley (Birstall bij Leeds, West-Yorkshire, 13 maart 1733 – Northumberland, 6 februari 1804) was een 18e-eeuws Brits theoloog, dominee, natuurfilosoof, scheikundige, pedagoog en politiek theoreticus, die meer dan 150 werken publiceerde. Hij wordt meestal geassocieerd met de (her)ontdekking van zuurstof, een element dat hij in gasvorm heeft geïsoleerd. Ook Carl Wilhelm Scheele en Antoine Lavoisier kunnen een claim op deze (her)ontdekking leggen.
Tijdens zijn leven berustte Priestleys aanzienlijke wetenschappelijke reputatie op zijn uitvinding van sodawater, zijn geschriften over elektriciteit en zijn ontdekking van een aantal "airs" (luchten), waarvan wat Priestley "gedephlogisticeerde lucht" (zuurstofgas) noemde de beroemdste was. Priestleys vastbeslotenheid om de flogistontheorie te verdedigen en zijn verwerping van de ideeën die, eenmaal uitgewerkt, de chemische revolutie in gang zouden zetten, isoleerden hem aan het eind van zijn leven echter binnen de wetenschappelijke gemeenschap.
Priestleys natuurwetenschap was een integraal onderdeel van zijn theologie. Hij probeerde consequent om het rationalisme van de Verlichting te fuseren met het christelijke theïsme. In zijn metafysische teksten probeerde Priestley om theïsme, materialisme en determinisme te combineren, een project dat wel "gedurfd en origineel" is genoemd. Hij geloofde dat een goed begrip van de natuurlijke wereld de vooruitgang zou bevorderen en uiteindelijk zou leiden tot het Christelijke Millennium. Priestley geloofde sterk in de een vrije en open uitwisseling van ideeën. Hij bepleitte tolerantie en gelijke rechten voor religieuze dissenters. Deze ideeën hebben hem ertoe aangezet om te helpen bij de stichting van het unitarisme in Engeland. Als unitariër raakte hij in verschillende godsdiensttwisten verwikkeld. Zijn schriftelijke uitingen over zijn afkeer van de instituten die het feodale stelsel in stand hielden - de absolute monarchie en de kerk - leverden hem al snel de geuzennaam "Gunpowder Joe" op. Die naam zou hij met zich mee blijven dragen.
Het controversiële karakter van Priestleys werk leidde in combinatie met zijn in de beginfase uitgesproken steun voor de Franse Revolutie tot een groot publiek en gouvernementeel wantrouwen tegen zijn persoon. Nadat een menigte in 1791 zijn huis en kerk in Birmingham in brand had gestoken werd hij gedwongen te vluchten, eerst naar Londen, in 1794 naar de Verenigde Staten. Hij bracht de laatste tien jaar van zijn leven door in Northumberland County in de Amerikaanse staat Pennsylvania.
Zowel geleerde als leraar gedurende zijn hele leven, leverde Priestley ook belangrijke bijdragen aan de pedagogie, waaronder de publicatie van een baanbrekend werk over de Engelse grammatica en boeken over geschiedenis. Ook werkte hij een aantal van de meest invloedrijke vroege tijdlijnen uit. Deze educatieve geschriften waren enkele van zijn populairste werken. Het waren echter zijn metafysische werken waarmee hij zich zijn meest blijvende invloed verwierf. Toonaangevende filosofen uit de volgende eeuw, waaronder Jeremy Bentham, John Stuart Mill en Herbert Spencer wezen hem aan als een van de primaire bronnen voor het utilitarisme.

## Leven

### Jeugd en studiejaren
Priestley werd geboren in Birstall, in de buurt van Batley in de West Riding of Yorkshire, in een gevestigde Engelse familie van dissenters. Dit waren gelovige protestanten die zich niet met de leerstellingen van de Anglicaanse kerk konden verenigen. Zijn vader, Jonas Priestley, was een afwerker van laken en was gehuwd met Mary Swift. Ze hadden zes kinderen en Joseph was de oudste. Om de last voor zijn moeder te verlichten werd hij op eenjarige leeftijd bij zijn grootvader ondergebracht. Na de dood van zijn moeder, die stierf toen hij vijf jaar oud was, keerde hij naar het ouderlijk huis terug. Toen zijn vader in 1741 hertrouwde, ging Priestley bij zijn rijke en kinderloze oom en tante, Sarah en John Keighley, wonen, 3 mijl (5 km) van Fieldhead. Al op vierjarige leeftijd kon hij feilloos alle 107 vragen en antwoorden van de Westminster Shorter Catechismus reciteren. Omdat Joseph een vroegrijp jongetje was, zocht zijn tante naar het beste onderwijs dat zij voor hem kon vinden, met de bedoeling om hem op te leiden voor de kansel. Tijdens zijn jeugd bezocht Priestley lokale scholen, waar hij onder andere Grieks, Latijn en Hebreeuws leerde. Hij bezocht onder meer de Batley Grammar School for Boys, in 1612 opgericht door dominee William Lee. Deze basisschool in Carlinghow Hill in Batley, West Yorkshire, op iets meer dan 1½ km van Birstall, leidt nog steeds jongens en meisjes vanaf hun vierde jaar op. Priestley kreeg intensieve bijles van de toenmalige dominee van Birstal, een man uit Edinburgh met een levendige interesse voor wetenschap.
Priestley studeerde theologie in Daventry. Rond 1749 werd hij ernstig ziek en meende dat hij stervende was. Opgegroeid als vroom calvinist, geloofde hij dat een bekeringservaring voor zijn redding noodzakelijk was. Hij betwijfelde echter of hij zo'n ervaring had gehad. Dit emotionele leed bracht hem er uiteindelijk toe om zijn theologische opvoeding ter discussie te stellen. Hij verwierp de onvoorwaardelijke uitverkiezing en accepteerde de universele redding. Als gevolg van deze keuze werd hem door de ouderlingen van zijn thuiskerk, de Independent chapel van Heckmondwike, de toegang als volwaardig lid geweigerd.

Zijn ziekte liet Priestley achter met een permanente stotter. Hierdoor zag hij zich gedwongen om elke gedachte aan een domineeschap op te geven. Ter voorbereiding op een leertijd bij een familielid in de handel in Lissabon studeerde hij Frans, Italiaans en Duits, naast Aramees, Syrisch en Arabisch. Hij werd in zijn studies begeleid door dominee George Haggerstone, die hem kennis liet maken met werk van Isaac Watts, predikant bij een congregationele kerk, schrijver van hymnes, theoloog en beoefenaar van de logica. Werken van Willem Jacob 's Gravesande en John Locke voedden eveneens zijn belangstelling voor de hogere wiskunde, de natuurfilosofie, de logica en de metafysica.

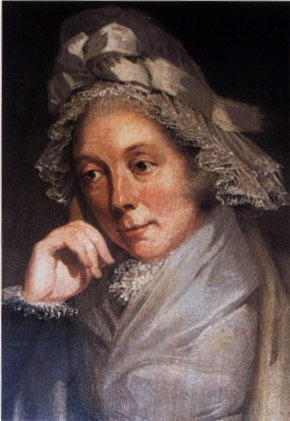
Mary Priestley, door Carl F. von Breda (1793); de dochter van de ijzermeester Isaac Wilkinson en de zus van de industrieel John Wilkinson

### Academie van Warrington (1761–67)
In 1761 verhuisde Priestley naar Warrington. Hij was daar tot tutor in de moderne talen en retoriek benoemd aan de Dissenters Academie van Warrington. Zelf zou hij er de voorkeur aan hebben gegeven om wiskunde en natuurfilosofie te doceren. Hij voelde zich spoedig thuis in Warrington en maakte er al snel vrienden. Op 23 juni 1762 trouwde hij met Mary Wilkinson uit Wrexham. Op 17 april 1763 kregen de echtelieden een dochter, die naar Priestleys tante Sarah werd vernoemd. Over zijn huwelijk schreef Priestley:

Dit bleek een zeer geschikte en gelukkige verbinding, mijn vrouw was iemand met een uitstekend verstand, nog sterk verbeterd door veel te lezen, van grote vastberadenheid en geestkracht, zij had een aanhankelijk en genereus karakter; zij voelde sterk voor anderen en weinig voor zichzelf. Zij blonk ook in alles uit wat met huishoudelijke zaken te maken had; zij verloste mij volkomen van alle zorgen van dien aard, waardoor ik al mijn tijd aan mijn studies en de anders zaken van mijn werk kon geven.

### Leeds (1767–73)
Misschien ingegeven door de slechte gezondheid van Mary Priestley, door financiële problemen of door een verlangen om zich te bewijzen aan de gemeenschap die hem in zijn jeugd had afgewezen, verhuisde Priestley in 1767 met vrouw en dochter van Warrington naar Leeds. Hij werd er dominee in de Mill Hill Chapel. Tijdens zijn tijd in Leeds werd het gezin Priestley uitgebreid met twee zoons: op 24 juli 1768 Joseph junior en William drie jaar later. Theophilus Lindsey, een rector in Catterick in Noord-Yorkshire werd een van Priestleys weinige vrienden in Leeds. Over Lindsey schreef Priestley: "Ik heb nooit gekozen om iets over een theologisch onderwerp te publiceren zonder eerst met hem te overleggen." Hoewel Priestley veel familie had wonen in Leeds en omgeving, lijkt het erop dat hij daar niet mee in contact stond. Schofield vermoedt dat zijn familie hem als een ketter beschouwde. Elk jaar reisde Priestley naar Londen om daar met zijn goede vriend en uitgever, Joseph Johnson, te overleggen en aldaar vergaderingen van de Royal Society bij te wonen.

### Calne (1773–80)
In 1773 verhuisden de Priestleys naar Calne in het Engelse graafschap Wiltshire. Een jaar later vergezelde Priestley Lord Shelburne op een tour door Europa. Na hun terugkeer kon Priestley zijn taken als bibliothecaris en docent gemakkelijk vervullen. De werklast werd bewust licht gehouden, waardoor hij tijd had om zijn wetenschappelijk onderzoek uit te voeren en zijn theologische interesses na te streven. Priestley werd ook politiek adviseur van Shelburne; hij verzamelde informatie over parlementaire kwesties en fungeerde als liaison tussen Shelburne en Dissenting en Amerikaanse belangen. De derde zoon van de Priestleys werd geboren op 24 mei 1777. Op verzoek van Lord Shelburne noemden zij hem Henry.

### Birmingham (1780-1791)
In 1780 verhuisden de Priestleys naar Birmingham. Priestley had ingestemd met een benoeming tot dominee van de "New Meeting" op voorwaarde dat hij alleen op zondag hoefde te preken en les te geven, opdat hij genoeg vrije tijd zou hebben voor het schrijven en het uitvoeren van wetenschappelijke experimenten. Net als in Leeds begon Priestley met klassen voor de jeugd in zijn parochie. In 1781 had hij al 150 leerlingen. Aangezien Priestleys salaris bij de "New meeting" slechts 100 guineas bedroeg, doneerden vrienden en opdrachtgevers geld en goederen om hem in de gelegenheid te stellen zijn onderzoek voort te zetten.
Omringd door oude vrienden brachten de Priestleys een gelukkige tien jaar door in Birmingham. Veel van de vrienden die Priestley daar maakte waren lid van de Lunar Society, een groep fabrikanten, uitvinders en natuurfilosofen die maandelijks bijeenkwam om hun werk te bespreken. De kern van de groep bestond uit mannen als de fabrikant Matthew Boulton, de scheikundige en geoloog James Keir, de uitvinder en ingenieur James Watt en de botanicus, scheikundige en geoloog William Withering. Priestley werd gevraagd om zich bij dit unieke genootschap aan te sluiten. Hij droeg veel bij aan het werk van de leden van het genootschap.
Priestleys sympathie voor de Franse Revolutie maakte hem verdacht. Tijdens de Birmingham-rellen van 1791 (ook bekend als de Priestley-rellen) werden zijn huis en zijn kerk platgebrand. Als gevolg van politiek en religieus gemotiveerd geweld werden de Priestleys in 1792 gedwongen te vluchten.

### Hackney (1791-1794)

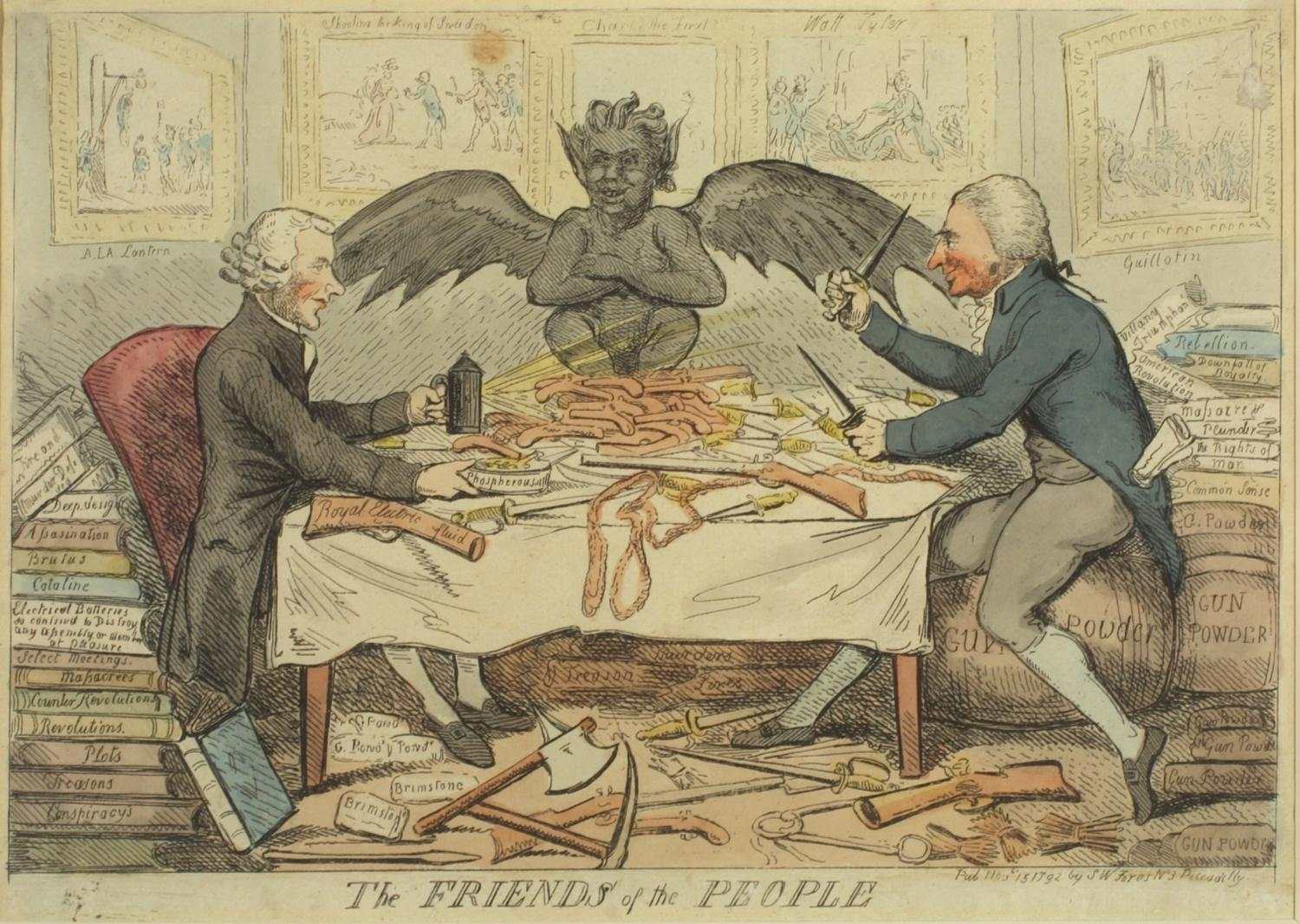
The Friends of the People. Karikatuur met Joseph Priestley and Thomas Paine d.d. 15 november 1792 van Isaac Cruikshank

Aangezien het niet mogelijk bleek om naar Birmingham terug te keren, vestigden de Priestleys zich uiteindelijk in Lower Clapton, een district in Hackney, Middlesex. Daar gaf hij een serie lezingen over geschiedenis en natuurfilosofie aan de Dissenting academy, de New College in Hackney. Vrienden hielpen het koppel hun leven opnieuw op te bouwen, onder meer met geld, boeken en laboratoriumapparatuur. Priestley probeerde om restitutie van de overheid te verkrijgen voor de vernieling van zijn eigendommen, maar hij kreeg geen volledige vergoeding. Hij publiceerde ook An Appeal to the Public on the Subject of the Riots in Birmingham (1791), dat de mensen van Birmingham aanklaagde voor het toestaan dat de rellen zich hadden kunnen voordoen en voor "het overtreden van de principes van Engels bestuur".
Vrienden van het paar spoorden hen aan om Groot-Brittannië te verlaten en naar Frankrijk of de nieuwe Verenigde Staten te emigreren, hoewel Priestley was benoemd tot predikant van de "Gravel Pit"-gemeente. Priestley was daar tussen 1793 en 1794 dominee en de preken die hij daar uitsprak, in het bijzonder zijn twee vastenpreken, weerspiegelden zijn groeiende millenarianisme, zijn overtuiging dat het einde van de wereld snel naderde. Na een vergelijking tussen Bijbelse profetieën en de recente geschiedenis gemaakt te hebben, kwam Priestley tot de conclusie dat de Franse Revolutie een voorbode was van de Tweede Komst van Christus. Priestleyd werken hadden altijd al een millenarianistisch tintje gehad, maar na het begin van de Franse Revolutie, nam dit in kracht toe. Zo schreef hij aan een jongere vriend dat hoewel hij de wederkomst zelf niet meer zou meemaken, zijn vriend "het waarschijnlijk in levende lijve zou meemaken ... het kan denk ik niet meer dan twintig jaar [op zich laten wachten]."
Het dagelijks leven werd moeilijker voor de familie: beeltenissen van Priestley werd samen met die van Thomas Paine verbrand; er werden hatelijke politieke spotprenten over hem gepubliceerd; hij ontving brieven uit het hele land waarin hij werd vergeleken met de duivel en met Guy Fawkes; de middenstand was bang dat de familie Priestley bij hen kwam kopen en Priestleys vrienden in de Royal Academy distantieerden zich van hem. Naarmate de straffen voor degenen die zich tegen de regering uitspraken strenger werden, en ondanks zijn uitverkiezing in de Franse Nationale Conventie in 1792 door drie afzonderlijke afdelingen, besloot Priestley met zijn gezin naar Amerika te emigreren. Vijf weken na Priestleys vertrek begon William Pitts regering radicalen te arresteren voor opruiende laster, wat resulteerde in de beroemde 1794 Treason Trials.

### Leven in de Verenigde Staten (1794-1804)

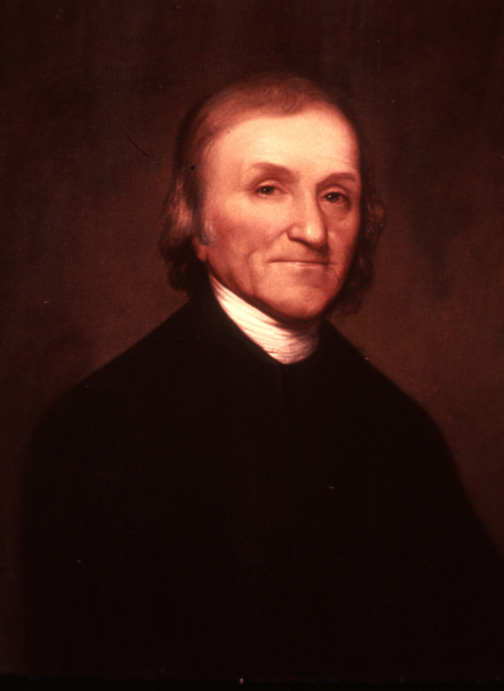
Een oudere Priestley, een paar jaar voor zijn dood geschilderd door Rembrandt Peale (ca. 1800); De Amerikanen kenden Priestley minder als een man van de wetenschap dan als een verdediger van de vrijheid van de kolonies en van de Dissenters.

Na deze enerverende jaren week Priestley uit naar de Verenigde Staten, die op dat moment nog maar 13 jaar onafhankelijk waren van Groot-Brittannië. Hij voelde zich in Engeland niet meer veilig voor eventuele vervolging door politieke en religieuze tegenstanders. De laatste jaren van zijn leven bracht hij vreedzaam en eenzaam door in de Verenigde Staten, op een hoeve in Northumberland County in Pennsylvania. Hij zou zich echter niet tot Amerikaans staatsburger laten naturaliseren.
De Priestleys kwamen in 1794 in New York aan. Daar werden zij met veel eerbetoon ontvangen. De verschillende politieke facties streden om Priestley voor hun standpunten te winnen. Priestley ging hier echter niet op in. Hij wilde voorkomen om al te direct bij de politieke verdeeldheid van zijn nieuwe vaderland betrokken te raken. Op weg naar hun nieuwe woonplaats in Northumberland stopten zij in Philadelphia, waar Priestley een aantal preken gaf. Ook hielp hij daar bij de oprichting van de Eerste Unitarische Kerk van Philadelphia. Priestley wees de mogelijkheid om scheikunde te doceren aan de Universiteit van Pennsylvania van de hand. Het echtpaar Priestley gaf er de voorkeur aan om een huis op het platteland van Pennsylvania te laten bouwen.
Priestleys pogingen om in de Verenigde Staten politieke controverses te vermijden mislukten. Hij was te bekend om een onopvallend leven te kunnen leiden. In 1795 publiceerde William Cobbett zijn Observations on the Emigration of Dr. Joseph Priestley. Cobbett beschuldigde hem hierin van verraad tegen Groot-Brittannië. Ook probeerde hij zijn wetenschappelijke geloofwaardigheid te ondermijnen. Deze aanval werd nog ernstiger toen Cobbett de beschikking kreeg over een reeks brieven aan Priestley van de radicale drukker John Hurford Stone en de liberale schrijfster Helen Maria Williams, beiden woonachtig in het revolutionaire Frankrijk. Cobbett publiceerde deze brieven in zijn krant. Hij beweerde dat Priestley en zijn vrienden bezig waren de kiemen voor een revolutie te zaaien. Priestley werd uiteindelijk gedwongen zich schriftelijk tegen deze aantijgingen te verdedigen.
Op het familiare vlak kreeg Priestley kort na aankomst in Amerika een aantal tegenslagen te verwerken. Zijn zoon Henry overleed in 1795, waarschijnlijk aan malaria. Mary Priestley overleed kort daarna in 1796. Zij was al ziek en herstelde nooit helemaal van de schok van de dood van haar zoon. Na de dood van zijn vrouw schreef Priestley aan een vriend: ".. Ik voel me tamelijk onthecht en niet in staat tot de inspanningen die ik gewend was. Altijd huiselijk ingesteld zat ik altijd te lezen en schrijven, terwijl mijn vrouw in mijn buurt zat, Vaak las ik haar een stuk voor, ik mis haar in alles." In 1800 beschuldigde een plaatselijke Pennsylvanische krant een artikel waarin zijn zoon William Priestley ervan werd beschuldigd om, bedwelmd door "Franse principes", de gehele Priestley familie te vergiftigen. Zowel vader als zoon ontkenden dit verhaal krachtig.

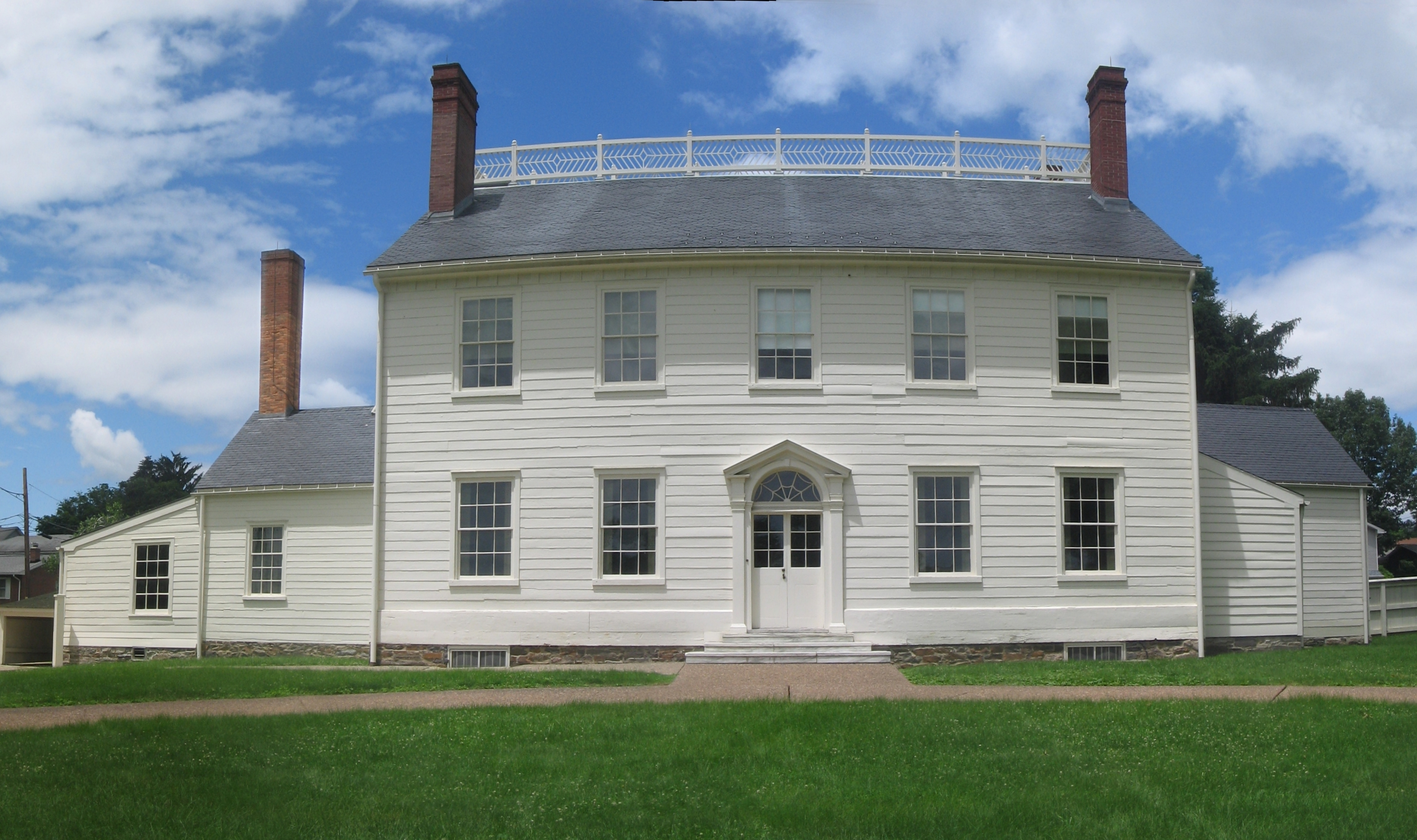
Het landelijke huis in Pennsylvania van de Priestleys is nooit het centrum van een utopische gemeenschap geworden, aangezien de verwachte emigranten zich de reis niet konden veroorloven.

Priestley zette zijn educatieve projecten, die altijd belangrijk voor hem waren geweest, voort. Hij hielp onder andere de Northumberland Academy op te richten. Hij doneerde zijn bibliotheek aan deze academie. Met Thomas Jefferson wisselde hij brieven uit met als onderwerp de juiste organisatiestructuur van een universiteit. Jefferson benutte deze adviezen bij de oprichting van de Universiteit van Virginia. Jefferson en Priestley raakten goed bevriend. Toen Priestley zijn General History of the Christian Church had voltooid, droeg hij dit werk op aan president Jefferson. Hij schreef: "Het is slechts nu dat ik kan zeggen dat ik zie dat ik niets van de hand van de machthebbers te vrezen heb; voor het eerst is de regering, waaronder ik leef, mij gunstig gestemd."
Priestley probeerde zijn wetenschappelijk onderzoek in Amerika voort te zetten met de steun van de American Philosophical Association. Hij werd echter gehinderd door een gebrek aan nieuws uit Europa omdat hij in Pennsylvania niet op de hoogte was van de nieuwste wetenschappelijke ontwikkelingen. Mede daardoor stond Priestley niet meer vooraan bij het doen van nieuwe ontdekkingen. Hoewel de meerderheid van zijn publicaties gericht was op de verdediging van phlogistontheorie, voerde hij ook oorspronkelijk werk uit over spontane generatie en dromen. Ondanks zijn verminderde wetenschappelijke bijdrages stimuleerde zijn aanwezigheid de Amerikaanse belangstelling voor de scheikunde.
Vanaf 1801 was Priestley zo ziek dat hij niet langer kon schrijven of experimenten uitvoeren. Hij stierf op de ochtend van 6 februari 1804 en werd begraven op het Riverview Cemetery in Northumberland. Priestleys grafschrift luidt:
Return unto thy rest, O my soul, for the
Lord hath dealt bountifully with thee.
I will lay me down in peace and sleep till
I awake in the morning of the resurrection.

## Werk

### Elektriciteit

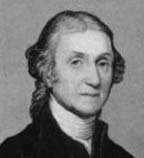
Joseph Priestley

Op aanraden van Benjamin Franklin publiceerde Priestley in 1767 zijn eerste wetenschappelijke werk over de geschiedenis van de elektriciteit, op grond waarvan hij nog in hetzelfde jaar lid werd van de wetenschappelijke Royal Society.
De intellectueel stimulerende sfeer van Warrington, dat in de 18e eeuw vaak het "Athene van het Noorden" werd genoemd, moedigde Priestleys groeiende belangstelling voor de natuurfilosofie aan. Hij gaf lezingen over anatomie en voerde samen met een andere docent uit Warrington, zijn vriend John Seddon, experimenten met betrekking tot het meten van temperatuur uit. Ondanks zijn drukke lesrooster besloot Priestley een geschiedenis van de elektriciteit te schrijven. Vrienden stelde hem aan de belangrijkste experimentatoren - John Canton, William Watson en de vaak in Engeland verblijvende Amerikaan Benjamin Franklin - op dit gebied in Groot-Brittannië voor. Deze laatste moedigde Priestley aan om de experimenten, die hij in zijn geschiedenis wilde opnemen, ook daadwerkelijk uit te voeren. In het proces van het repliceren van door anderen uitgevoerde experimenten, raakte Priestley geïntrigeerd door onbeantwoorde vragen. Hij werd zo getriggered om zelf ontworpen experimenten uit te voeren. Onder de indruk van zijn grafieken en van het manuscript van zijn geschiedenis van de elektriciteit nomineerden Canton, Franklin, Watson, en Richard Price Priestley voor een fellowship voor de Royal Society; deze voordracht werd in 1766 geaccepteerd.
Dit 700-pagina tellende werk, The History and Present State of Electricity, werd in 1767 gepubliceerd. Het werk werd positief ontvangen. De eerste helft van de tekst is een geschiedenis van de studie van de elektriciteit tot 1766; de tweede en meer invloedrijke helft is een beschrijving van de contemporaine (1766) theorieën over elektriciteit en suggesties voor toekomstig onderzoek. Priestley rapporteerde in dit tweede deel enkele van zijn eigen ontdekkingen. zoals de geleidbaarheid van houtskool en andere stoffen en het continuüm tussen geleiders en niet-geleiders. Deze ontdekking haalde wat hij beschreef als "een van de vroegste en universeel geaccepteerde stelregels van de elektriciteit" onderuit. Het was klaarblijkelijk niet waar dat alleen water en metalen stroom kunnen geleiden. Deze en andere experimenten over de elektrische eigenschappen van materialen en over de elektrische effecten van chemische transformaties toonde Priestleys vroege en aanhoudende belangstelling voor de relatie tussen chemische stoffen en elektriciteit aan.
Op basis van experimenten met geladen bollen was Priestley een van de eersten die voorstelden dat de elektrische kracht een omgekeerde kwadratenwet, vergelijkbaar met de Newtons gravitatiewet, volgde.
Priestleys kracht als natuurfilosoof lag meer op het kwalitatieve- dan op het kwantitatieve vlak. Zijn waarneming van "een stroom van echte lucht" tussen twee geëlektrificeerde punten zou later, toe zij het elektromagnetisme onderzochten, de belangstelling trekken van Michael Faraday en James Clerk Maxwell. Priestleys fungeerde meer dan een eeuw als het standaardwerk over de geschiedenis van de elektriciteit. Alessandro Volta (die later de accu zou uitvinden), William Herschel (die de infrarode straling ontdekte) en Henry Cavendish (die het element waterstof ontdekte) vertrouwden op dit werk. Priestley schreef een populaire versie van zijn History of Electricity voor het algemeen publiek. De titel daarvan was: A Familiar Introduction to the Study of Electricity (1768). Hij deed de marketing van dit boek samen met zijn broer Timothy; hun inspanningen waren echter niet succesvol.

### Scheikunde
Hij publiceerde een aantal werken op het gebied van de scheikunde, waarin hij onder meer de ontdekking van verscheidene nieuwe gassen beschrijft.
Priestleys jaren in Calne (vanaf 1773) was de enige tijd in zijn leven waar zijn wetenschappelijk onderzoek de boventoon voerde; deze jaren bleken wetenschappelijk ook zeer vruchtbaar. Zijn experimenten beperkten zich bijna volledig tot "airs". Uit dit werk kwamen zijn belangrijkste wetenschappelijke teksten voort: de zes delen van Experiments and Observations on Different Kinds of Air (1774-1786). Deze experimenten droegen ertoe bij dat de laatste overblijfselen van de klassieke theorie van de vier elementen definitief werden verworpen. Priestley probeerde deze te vervangen door zijn eigen variant van de phlogistontheorie. Volgens deze 18e-eeuwse theorie zou de verbranding of oxidatie van een stof overeenkomen met het vrijkomen van een materiële substantie, phlogiston uit deze stof.
Priestleys werk over "airs" is niet gemakkelijk te classificeren. De wetenschapshistoricus Simon Schaffer schreef dat zijn werk, "als een tak van de natuurkunde, van de scheikunde, van de natuurfilosofie maar ook wel als eigenzinnige versie van Priestley eigen gedachtegoed" werd gezien. Verder hadden deze werken voor Priestley zowel een natuurwetenschappelijke als een politieke dimensie. Hij betoogde dat de natuurwetenschap "onnodig en onrechtmatig verkregen gezag" zou kunnen vernietigen en dat de regering "reden heeft om zelfs voor een luchtpomp of een elektrische machine te beven".
In deel I van de Experiments and Observations on Different Kinds of Air schetst hij verschillende ontdekkingen: "nitreuze lucht" (stikstofoxide, NO); "damp van de geest van zout", later genaamd "zure lucht" of "mariene zure lucht "(watervrij zoutzuur, HCl); "alkalische lucht" (ammoniak, NH3);" verminderde" of "gedephlogisticeerde distikstofoxide lucht" (lachgas, N2O); en de meest beroemde, "gedephlogisticeerde lucht" (zuurstof, O2). Daarnaast beschreef hij experimentele bevindingen die uiteindelijk tot de ontdekking van de fotosynthese zouden leiden. Priestley ontwikkelde ook "stikstofluchttest" om zo de "goedheid van lucht" te bepalen. Met behulp van een pneumatisch kuipje mengde hij nitreuze lucht met een testmonster, boven water of kwik. Daarbij mat hij de afname in volume - het principe van de eudiometrie.
Na een kleine geschiedenis van de studie van de "luchten", beschreef hij zijn eigen experimenten in een open en oprechte stijl. Zoals een vroege biograaf schreef: "alles wat hij weet of denkt zet hij op papier: twijfels, verwarringen, blunders zijn alle met de meest verfrissende openhartigheid vastgelegd." Priestley beschreef ook zijn goedkope en eenvoudig samen te stellen experimentele apparatuur; zijn collega's geloofden dan ook dat zij zijn experimenten gemakkelijk zouden kunnen reproduceren. Geconfronteerd met inconsistente experimentele resultaten paste Priestley de phlogistontheorie toe. Dit leidde hem echter tot de conclusie dat er slechts drie soorten "luchten" waren: "vast", "alkalisch", en "zuur". Priestley wees de ontluikende chemie van zijn tijd af. In plaats daarvan concentreerde hij zich op gassen en "veranderingen in hun waarneembare eigenschappen", zoals de natuurfilosofen voor hem ook al hadden gedaan. Hij isoleerde koolmonoxide (CO), maar hij realiseerde zich klaarblijkelijk niet dat het hier een aparte "lucht" betrof.
In 1777 had Antoine Lavoisier zijn Réflexions sur le phlogistique pour servir de suite à la théorie de la combustion et de la calcination gepubliceerd. Dit was de eerste van wat een reeks aanvallen op de phlogistontheorie bleek. Het was tegen deze aanvallen die Priestley in 1783 reageerde. Hoewel Priestley delen van de theorie van Lavoisier accepteerde, was hij niet voorbereid om zijn instemming te geven aan de grote revoluties die Lavoisier voorstelde: de omverwerping van het phlogiston, een chemie geconceptualiseerd rond elementen en verbindingen en een nieuwe chemische nomenclatuur. Priestley originele experimenten met "gedephlogisticeerde lucht" (zuurstof), verbranding, en water voorzagen Lavoisier van de gegevens die hij nodig had om een groot deel van zijn systeem te bouwen; toch kon Priestley de nieuwe theorieën van Lavoisier nooit accepteren en bleef hij de phlogistontheorie de rest van zijn leven verdedigen. Lavoisier' systeem was grotendeels gebaseerd op het kwantitatieve concept dat in scheikundige reacties massa noch wordt geschapen, noch wordt vernietigd. Hij ging dus uit van de wet van behoud van massa. Daarentegen gaf Priestley er de voorkeur aan om kwalitatieve veranderingen in warmte, kleur en in het bijzonder het volume te observeren. Zijn experimenten testen "luchten" op "hun oplosbaarheid in water, hun vermogen om vuur te ondersteunen of te blussen, en of zij al of niet inadembaar waren, verder hoe zij zich gedroegen met zure en alkaliene lucht en met stikstofmonoxide en ontvlambare lucht, en ten slotte hoe zij veranderden als zij werden getroffen door de elektrische vonk."
Tegen 1789, toen Lavoisier zijn Traité élémentaire de chimie had gepubliceerd en het scheikundige tijdschrift de Annales de Chimie had opgericht, was de nieuwe chemie tot volle wasdom gekomen. Priestley publiceerde in zijn tijd in Birmingham nog verschillende wetenschappelijke artikelen. In de meeste daarvan probeerde hij Lavoisier te weerleggen. Priestley en andere Lunar Society argumenteerden dat het nieuwe Franse systeem te duur, moeilijk om te testen en onnodig ingewikkeld was. Priestley in het bijzonder wees het "Verlichtings" aura ervan af. Na verloop van tijd kregen de ideeën van Lavoisier echter de overhand: zijn nieuwe chemie introduceerde veel van de principes waarop de moderne scheikunde is gebouwd.
Priestleys weigering om Lavoisier' "nieuwe chemie" - zoals het behoud van massa - te aanvaarden en zijn vasthoudendheid om vast te houden aan een minder bevredigende theorie heeft vele geleerden verbijsterd. Schofield legt het als volgt uit: "Priestley was nooit een chemicus in moderne of zelfs maar Lavoissiaanse zin, hij was nooit een natuurwetenschapper. Hij was een natuurfilosoof die zich sterk betrokken voelde bij de economie van de natuur en die geobsedeerd was door een idee van eenheid, zowel in de theologie als in de natuur."
De wetenschapshistoricus John McEvoy is het hier grotendeels mee eens. Hij schreef dat Priestleys visie op de natuur coextensief is met die op God en dus oneindig, wat hem aanmoedigde zich op feiten te concentreren en minder acht te slaan op hypothesen en theorieën, wat hem er toe bracht het systeem van Lavoisier af te wijzen. McEvoy stelt dat "Priestleys geïsoleerde en eenzame verzet tegen de zuurstoftheorie een maat was voor zijn hartstochtelijke zorg voor de beginselen van de intellectuele vrijheid, de epistemische gelijkheid en kritisch onderzoek." Priestley claimde zelf in het laatste deel van Experiments and Observations dat zijn meest waardevolle werken zijn theologische waren, aangezien deze "superieure [in] waardigheid en belang" waren.

### Uitvinder van het vlakgom
Priestley ontdekte in 1770 bij toeval dat potloodstrepen verwijderd kunnen worden door er met een stukje rubber overheen te wrijven. Vanaf dat moment worden er stukjes gum verkocht.

### Filosofisch werk
Priestley schreef zijn belangrijkste filosofische werken tijdens zijn jaren met Lord Shelburne. In een reeks belangrijke metafysische teksten, die tussen 1774 en 1780 gepubliceerd werden - An Examination of Dr. Reid's Inquiry into the Human Mind (1774), Hartley's Theory of the Human Mind on the Principle of the Association of Ideas (1775), Disquisitions relating to Matter and Spirit (1777), The Doctrine of Philosophical Necessity Illustrated (1777) en Letters to a Philosophical Unbeliever (1780). Hij bepleitte een filosofie die vier concepten bevat: determinisme, materialisme, causaliteit en necessitarianisme. Door het bestuderen van de natuurlijke wereld, zo betoogde hij, zouden mensen leren hoe ze meer compassie konden betonen en gelukkig en welvarend konden zijn.
Priestley suggereerde sterk dat er geen dualiteit tussen lichaam en geest bestond. Hij ging in deze werken uit van een materialistische filosofie; dat wil zeggen een filosofie gebaseerd op het principe dat alles in het universum is gemaakt van materie die we kunnen waarnemen. Hij heeft ook betoogd dat het bediscussiëren van de ziel onmogelijk is omdat de ziel van een goddelijke substantie is gemaakt en dat de mensheid het goddelijke niet kan waarnemen. Ondanks zijn scheiding van het goddelijke en het sterfelijke, schokte deze positie veel van zijn lezers en maakte hen boos; speciaal degenen die geloofden dat een dergelijke dualiteit ene noodzakelijke voorwaarde was voor het geloof dat er een ziel bestond.
Daarnaast produceerde Priestley ook een aantal filosofische geschriften, zoals The Doctrine of Philosophical Necessity, waarin hij de gedachte dat mensen op grond van een vrije wil handelen afwees.

## Eerbewijzen
In 1772 werd aan hem de Copley Medal uitgereikt.